# 弗洛拉尼亚
弗洛拉尼亚是巴西北大河州的一个市镇。总面积504.022平方公里，总人口8930人，人口密度17.7人/平方公里。